# يوهان غوتفريد آيكهورن
يوهان غوتفريد آيكهورن (بالألمانية: Johann Gottfried Eichhorn)‏ هو عالم عقيدة ألماني، ولد في 16 أكتوبر 1752 في إنغلفينغن في ألمانيا، وتوفي في 27 يونيو 1827 في غوتينغن في ألمانيا.

## وصلات خارجية
- يوهان غوتفريد آيكهورن على موقع الموسوعة البريطانية (الإنجليزية)
- يوهان غوتفريد آيكهورن على موقع إن إن دي بي (الإنجليزية)